# Rotsnecropolis van Pantalica
De rotsnecropolis van Pantalica op Sicilië staat sinds 2005 op de Werelderfgoedlijst van de UNESCO. De duizenden rotsgraven op deze locatie stammen uit de 12e tot de 8e eeuw voor Chr.
De rotsgraven van Pantalica zijn verdeeld over een viertal dodensteden (necropolis), waarvan de oudste in het noorden en noordwesten van de vallei van de rivier Anapo liggen. De Anapo stroomt in het oosten van Sicilië, van Palazzolo Acreide naar Syracuse. Waar de rivier een canyon vormt (bij het plaatsje Sortino, en waar zich ook het traject van de voormalige spoorlijn tussen Syracuse en Ragusa bevindt), liggen de meest toegankelijke rotsgraven.
De rotsgraven en het daar gevonden aardewerk doen vermoeden dat hier Italische stammen als de Siculi hun woonplaats hadden, die op hun beurt beïnvloed waren door de Myceense cultuur van Griekenland. De woonplaats van de Siculi van Pantalica is echter nog niet gevonden, ondanks vele naspeuringen door onder meer de bekende archeoloog Paolo Orsi.

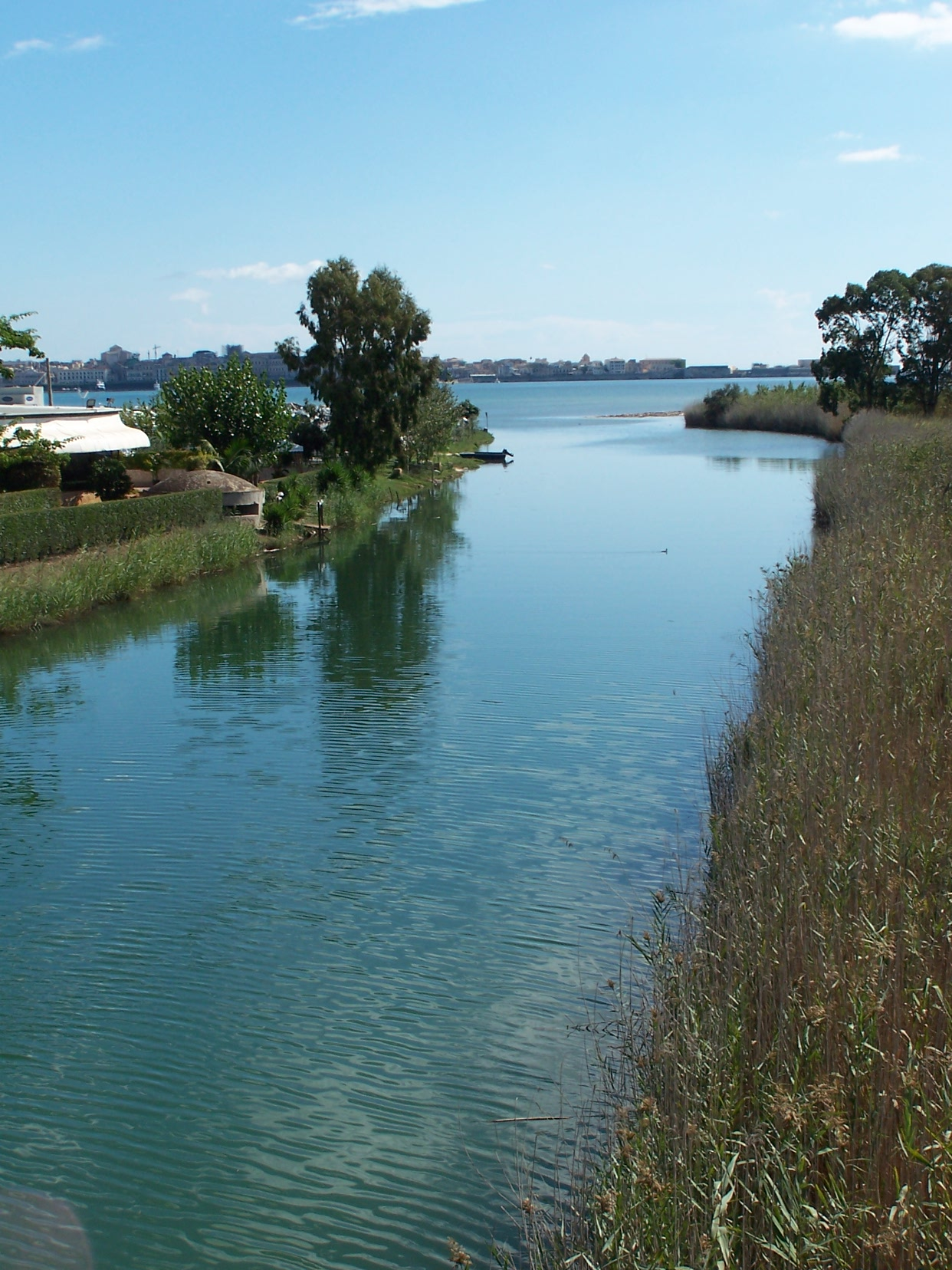
de monding van de Anapo bij Syracuse
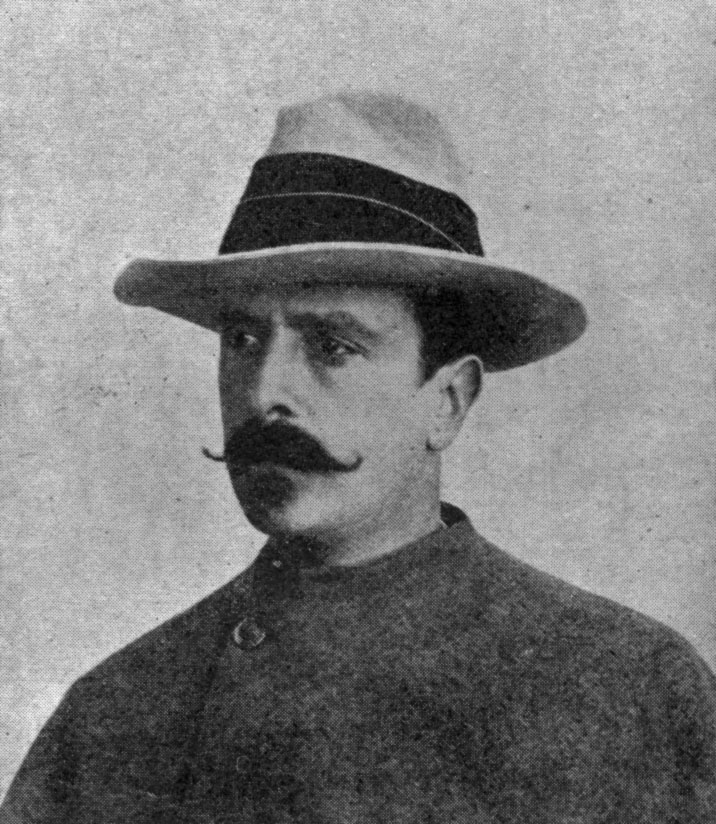
Archeoloog Paolo Orsi, groot kenner van de rotsnecropolis van Pantalica

- Bibliothèque nationale de France: cb12341303w (data)
- Gemeinsame Normdatei: 4256994-1
- Système universitaire de documentation: 032370458
- Virtual International Authority File: 316432714